# Rovato
Rovato – miejscowość i gmina we Włoszech, w regionie Lombardia, w prowincji Brescia.
Według danych na rok 2004 gminę zamieszkiwały 14 354 osoby, 552,1 os./km².